# گرمیان، خیزی
گرمیان (به ترکی آذربایجانی: Germiyan) یک منطقهٔ مسکونی در جمهوری آذربایجان است که در شهرستان خیزی واقع شده‌است.